# Swetlana Anatoljewna Panjutina
Swetlana Anatoljewna Panjutina (russisch Светлана Анатольевна Панютина; * 8. Dezember 1967 in Oblast Irkutsk; † 13. März 2022) war eine russische Biathletin.
Swetlana Panjutina war Sportlehrerin und lebte in Nowosibirsk. Mit den Biathlonsport begann die nur 1,60 m große Russin 1985. Einen ersten Erfolg auf nationaler Ebene hatte sie als Dritte der Sowjetischen Meisterschaften im Einzel. Sie gab ihr internationales Debüt nach der Auflösung der Sowjetunion und der Neuschaffung nationaler Verbände in der Saison 1992/93 in Oberhof. Als 20. des Sprints gewann sie sogleich erste Punkte und an der Seite von Olga Simuschina, Jelena Belowa und Anfissa Reszowa das Staffelrennen. Auch bei der folgenden Weltcup-Station in Antholz erreichte sie mit der russischen Staffel als Zweitplatzierte das Podium. Höhepunkt der Saison wurden die Biathlon-Weltmeisterschaften 1993 in Borowetz. Panjutina gewann an der Seite von Olga Simuschina, Nadeschda Talanowa und Jelena Belowa hinter den Vertretungen Tschechiens und Frankreichs die Bronzemedaille. Im Mannschaftsrennen verpasste sie eine weitere Medaille mit Reszowa, Panjutina und Belowa als Fünftplatzierte eine weitere Medaille. Ihre beste Platzierung im Weltcup schaffte die Russin in der Folgesaison als Siebte eines Einzels in Pokljuka. Dennoch verpasste sie die Olympiaqualifikation. Bei den Biathlon-Weltmeisterschaften 1995 in Antholz erreichte sie sowohl im Einzel wie auch im Sprint 24. Plätze, mit Nadeschda Talanowa, Swetlana Petschorskaja und Anfissa Reszowa wurde sie Staffel-Sechste. Bis 1997 kam Panjutina zu weiteren Einsätzen im Weltcup, konnte sich aber nicht dauerhaft etablieren.

## Biathlon-Weltcup-Platzierungen
Die Tabelle zeigt alle Platzierungen (je nach Austragungsjahr einschließlich Olympische Spiele und Weltmeisterschaften).
- 1.–3. Platz: Anzahl der Podiumsplatzierungen
- Top 10: Anzahl der Platzierungen unter den ersten zehn (einschließlich Podium)
- Punkteränge: Anzahl der Platzierungen innerhalb der Punkteränge (einschließlich Podium und Top 10)
- Starts: Anzahl gelaufener Rennen in der jeweiligen Disziplin

| Platzierung                                              | Einzel | Sprint | Verfolgung | Massenstart | Team | Staffel | Gesamt |
| -------------------------------------------------------- | ------ | ------ | ---------- | ----------- | ---- | ------- | ------ |
| 1. Platz                                                 |        |        |            |             |      | 1       | 1      |
| 2. Platz                                                 |        |        |            |             |      | 2       | 2      |
| 3. Platz                                                 |        |        |            |             |      | 1       | 1      |
| Top 10                                                   | 2      |        | 1          |             | 1    | 4       | 8      |
| Punkteränge                                              | 4      | 4      | 2          |             | 1    | 4       | 15     |
| Starts                                                   | 7      | 12     | 2          |             | 1    | 4       | 26     |
| Stand: Karriereende, Daten möglicherweise nicht komplett |        |        |            |             |      |         |        |